# Адріан Баранецький
Адріан Баранецький (пол. Adrian Baraniecki; 4 листопада 1828, Ярмолинці — 15 жовтня 1891, Краків) — польський лікар, громадський діяч, почесний член Товариства польського національного музею в Рапперсвілі з 1891 року.
Випускник медичних факультетів у Києві, Москві та Франції. Співзасновник Паризького товариства польських лікарів 1858 року. У 1868 році постійно оселився в Кракові, де за власний кошт створив Техніко-промисловий музей і був його директором. У 1870 році організував Вищі курси для жінок, які були першою формою університетської освіти, доступної жінкам, після смерті Баранецького, названі його ім'ям. Він організовував торгові курси для молоді, а майстри могли брати участь у безкоштовних лекціях у неділю. У 1879 році він став членом Академії навичок, у 1869 році був ініціатором першого всеукраїнського конгресу польських лікарів. Під час січневого повстання був членом Білої організації на Поділлі. Автор праць у галузі медичної статистики та антропології.
Помер 15 жовтня 1891 року у Кракові, та був похований на Раковицькому цинтарі міста.